# Építő Munkavezetők Könyvtára
Az Építő Munkavezetők Könyvtára egy 20. század eleji magyar építészeti könyvsorozat volt. Az egyes kötetek Ifj. Nagel Ottó Könyvkereskedése kiadásában jelentek meg Budapesten 1906 és 1918 között. 

## Részei
- 1. Jakabffy Ferenc. Az építőfa. 33 ábrával. (139 l.), 1906
- 2–4. Kados Aladár. Gyakorlati számvetés. Ábrákkal. 3 kötet. (102, 89, 90 l.), 1906
- 5. Palóczi Győző. Geometriai szerkesztések. 175 ábrával. (90 l. és XXVIII. tábla.), 1906
- 6. Aczél Károly, dr. Rögtöni segély baleseteknél. Ábrákkal. (60 l.), 1907
- 7–8. Kabdebo Gyula. Az építészet története. I. Ó-kor. 71 ábrával. (136 l.), 1907
- 9–10. Kabdebo Gyula. Közép-kor. 93 ábrával. (162 l.), 1907
- 11–12. Kabdebo Gyula. Új-kor. 107 ábrával. (162 l.), 1907
- 13. Magyar (Ungar) Vilmos. A klasszikus és reneszánsz építőművészet formái. 175 ábrával. (114 l.), 1908
- 14. Bloch Leó. Hordképességi számítások. 66 ábrával. (86 l. és 2 tábla.), 1908
- 15–17. Jakabffy Ferenc. Az építőkövek. 48 ábrával. (236 l.), 1908
- 18. Petrik Albert. A régi Buda-Pest építészete. 1. rész. 91 ábrával. (96 l.), 1909
- 19–20. Kabdebo Gyula. A szobrászat története. 170 ábrával. (180 l.), 1909
- 21–22. Klemp Gusztáv. Ipari chemia. 9 ábrával. (172 l.), 1909
- 23–25. Benda Jenő. Ábrázoló geometria. 250 ábrával. (224 l.), 1910
- 26. Petrovácz Gyula. Földmérés. Ábrákkal, 1910
- 27. Csányi Károly. A középkori építőművészet formái. 113 ábrával. (84 l.), 1910
- 28–30. Bertalan Vince: Vasútépítés. 1. rész. (216 l.), 1911
- 31–32. Petrik Albert: A régi Buda-Pest építőművészete. 2–3. rész. (103 + 104 l.), 1911
- 33–35. Bertalan Vince: Vasútépítés. 2. rész. (256 l.), 1912
- 36. Petrik Albert: A régi Buda-Pest építőművészete. 4. rész. (104 l.), 1913
- 37–38. Beke Ödön–Pásztor Béla: A munkavezetők írásmunkái. (198 l.), 1913
- 39. Uy Károly: Vasbetonépítés. (355 l.), 1914
- 40. Mádai Lajos, ifj.: Villamos világítási felszerelések. (238 l.), 1918